# Marija Komissarova
Marija Leonidovna Komissarova (in russo Мария Леонидовна Комиссарова?; Leningrado, 5 settembre 1990) è un'ex sciatrice freestyle russa.

## Carriera
In Coppa del Mondo esordì il 17 dicembre 2011 a San Candido (29ª) e ottenne il primo podio il 10 marzo 2012 a Grindelwald, giungendo 2ª alle spalle della canadese Marielle Thompson. È stata la prima atleta russa ad aver conquistato un podio nello ski cross.
Iscritta alla gara di freestyle ai XXII Giochi olimpici di Sochi, tuttavia cadde nel corso di un allenamento antecedente la gara, riportando una lesione spinale. Operata d'urgenza a Krasnaja Poljana, successivamente fu trasferita a Monaco di Baviera, dove subì un nuovo intervento. Il 5 marzo seguente, i medici confermarono che, a causa della gravità della lesione, la Komissarova resterà paraplegica.

## Palmarès

### Coppa del Mondo
- Miglior piazzamento in classifica generale: 42ª nel 2012
- 1 podio:
  - 1 secondo posto